# تیلورزویل (یوتا)
تیلورزویل (به انگلیسی: Taylorsville) شهری در ایالت یوتا کشور ایالات متحده آمریکا است که جمعیت آن در سرشماری سال ۲۰۱۰ میلادی، ۵۸٬۶۵۲ نفر بوده‌است.